# Bronka Nowicka
Bronka (Bronisława) Nowicka (Radomsko, 1974. november 17. –) lengyel színházi és televíziós rendező, forgatókönyvíró, író, költő, vizuális művész.

## Élete
Filmrendezői diplomát a łódźi Leon Schiller Állami Televízió-, Színház- és Filmművészeti Egyetemen szerzett. Ezután a Krakkói Jan Matejko Képzőművészeti Akadémián tanult. A nyelv és a mozgókép kapcsolata, új megközelítésmódja foglalkoztatta. Színházi rendezőként dolgozott Olsztynben a Jaracza Színházban, a varsói Stúdiószínházban és a częstochowai Mickiewicza Színházban. A TVN kereskedelmi televíziós csatornán a Superniania programot rendezte. 
Első könyve, a  Nakarmić kamień (2015), a prózaköltészet gyűjteménye, a Nike irodalmi díjat (Nagroda Literacka „Nike”) nyert. A könyvet lefordították angol, német, cseh, orosz és észt nyelvre.

## Művei

### Filmek[2]
- Odbicia (2000) Gondolatok
- Dzieci (2000) Gyerekek
- Film o Piotrze Nowaku (2001) Film Piotr Nowakról
- Tristis (2001)
- Pędzę, ędzę (2002) Gyorsan haladok
- Mantra (2004)

### Prózák
- Nakarmić kamień (2015) Megetetni egy követ[3]
- Nakarmić kamień. Obrazy rzeczy (2017)

„Nem kívánom, hogy a halott dolgok élővé váljanak. Azt szeretném, ha az emberek kevésbé lennének halottak. Számomra erről szól ez a könyv.

## Magyarul
- Teáskanák, Tűpárna, Toll (Sipos Tamás fordításai), Vár Ucca Műhely 59. (19. évfolyam, 2018/1.) Online elérhetőség
- Megetetni egy követ. Fordította Sípos Tamás. Budapest, 2021, Prae Kiadó. ISBN 978-615-6199-09-6

## Díjai, elismerései
- Kitüntetés a müncheni 22. Nemzetközi Diákfilm-fesztiválon a Tristis című filmért (2002)
- A bolognai 5. Európai Filmiskolai Fesztiválon a legjobb film díja a Tristis filmért (2002)
- Harmadik díj a 12. Nemzetközi Irodalmi Versenyen a 2015-ös legjobb debütáló könyvéért, Nakarmić kamieńért (2016)
- Nagroda Literacka „Nike” –  a Megetetni egy követ debütáló novelláskötetéért (2016 októbere)[4]